# 所信表明演説

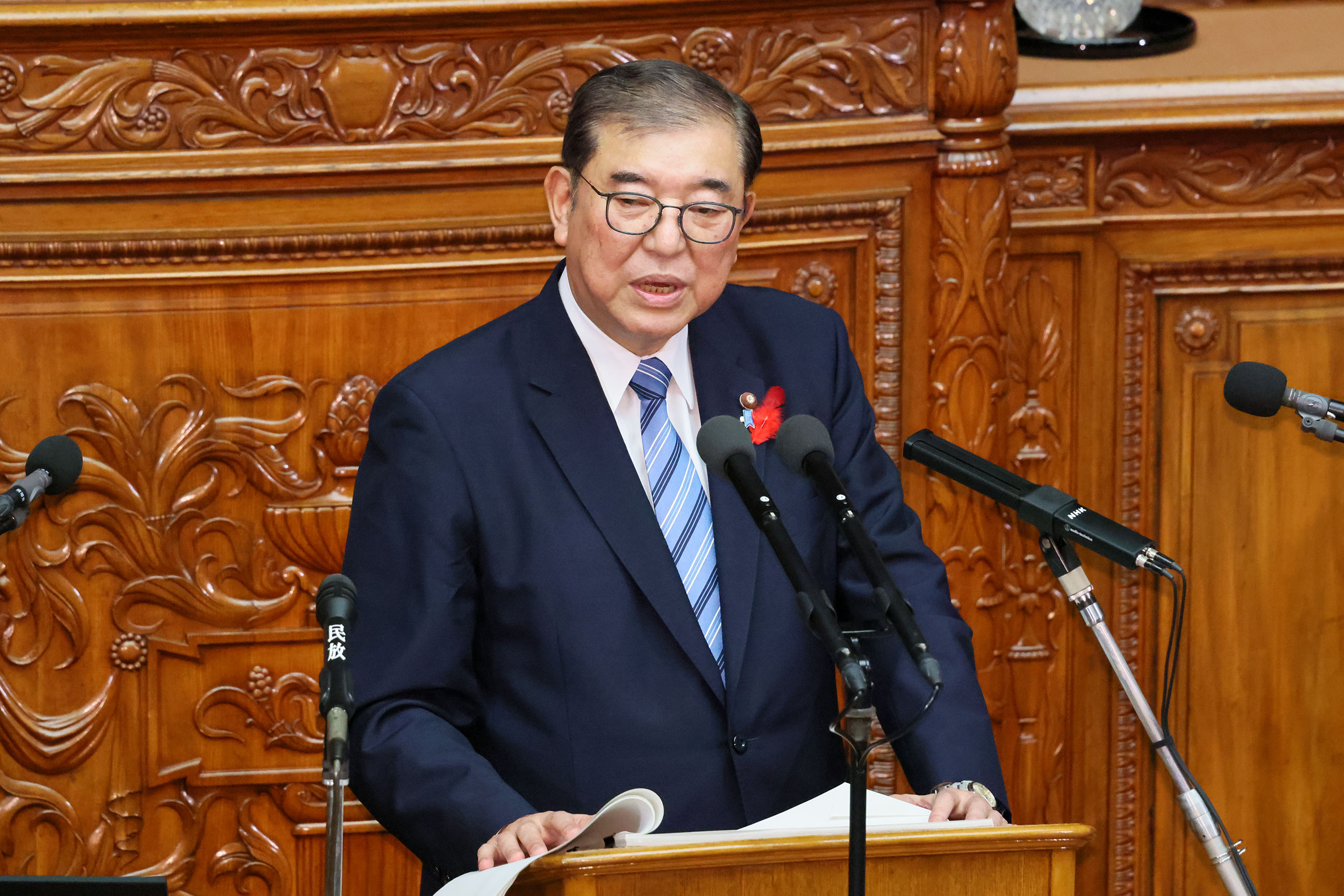
第214回国会で所信表明演説を行う石破茂内閣総理大臣

所信表明演説（しょしんひょうめいえんぜつ）とは、内閣総理大臣が国会で自分の所信を述べる演説。都道府県や市町村などの地方議会でも首長や議長候補などの所信表明演説が行われる。

## 国会における所信表明演説

### 実施の形式
国会で会期の初めに内閣総理大臣が行う演説には、常会（通常国会）の開会式後に行われる施政方針演説と特別会（特別国会）や臨時会（臨時国会）の開会式後に行われる所信表明演説がある。
特別国会と臨時国会では、通常、内閣総理大臣が所信表明演説を行い、さらに他の大臣が演説することもある。所信表明演説では、内閣総理大臣個人の所信として、国政についての方針や重点課題を説明する。議席を持つ各会派は所信表明演説に対して後日代表者1名が代表質問（一般質問）を行う。
施政方針演説や所信表明演説に直接の根拠規定があるわけではないが、帝国議会時代からの慣例に基づき実施されている。なお、衆議院と参議院の先例集には「施政方針」等の演説の記載があり、日本国憲法第63条、第72条、国会法第70条を参考法令としている。
一般的に施政方針演説は常会（通常国会）、所信表明演説は特別会（特別国会）もしくは臨時会（臨時国会）で行われるが、過去の例では施政方針演説が常会の性格を持つ特別国会で、所信表明演説が通常国会や会期の途中で行われた例もある。通常国会の冒頭では所信表明演説ではなく施政方針演説が行われるのが通例であるが、第183回国会（通常国会）冒頭で内閣総理大臣安倍晋三は所信表明演説を行った。これは第182回国会（特別国会）首班指名後に所信表明演説と代表質問を行わずに閉幕したことに伴うものであり、第183回国会では平成25年度予算を提出した際に改めて施政方針演説も行った。
特に初期の国会では常会で施政方針演説、特別国会や臨時国会で所信表明演説という区分によらない例も見られた。1953年（昭和28年）6月以前では臨時国会の冒頭など現在では所信表明演説として扱われる演説でも施政方針演説とされていた。
通常、これらの演説は衆議院と参議院の本会議場で行われる。2012年（平成24年）10月29日に召集された第181回国会（臨時国会）では、直前の第180回国会にて内閣総理大臣の野田佳彦に対する問責決議が参議院で可決されていたことを理由に、野党側が参議院での所信表明演説を拒否した（当時の参議院は野党が多数派を占めるねじれ国会であった）ため、史上初めて衆議院でのみ演説が行われている。
必ずしも開会式と同日に行われるわけではなく、施政方針演説や所信表明演説は後日に行われることもある。

### 過去の首相の所信表明演説
| 年月日                     | 国会        | 首相       |
| -------------------------- | ----------- | ---------- |
| 1953年（昭和28年）11月30日 | 第18回国会  | 吉田茂     |
| 1954年（昭和29年）11月30日 | 第20回国会  | 吉田茂     |
| 1955年（昭和30年）12月2日  | 第23回国会  | 鳩山一郎   |
| 1956年（昭和31年）11月16日 | 第25回国会  | 鳩山一郎   |
| 1957年（昭和32年）2月27日  | 第26回国会  | 岸信介     |
| 1959年（昭和34年）6月25日  | 第32回国会  | 岸信介     |
| 1960年（昭和35年）12月12日 | 第37回国会  | 池田勇人   |
| 1962年（昭和37年）8月10日  | 第41回国会  | 池田勇人   |
| 1962年（昭和37年）12月10日 | 第42回国会  | 池田勇人   |
| 1963年（昭和38年）10月18日 | 第44回国会  | 池田勇人   |
| 1963年（昭和38年）12月10日 | 第45回国会  | 池田勇人   |
| 1964年（昭和39年）11月21日 | 第47回国会  | 佐藤栄作   |
| 1965年（昭和40年）7月30日  | 第49回国会  | 佐藤栄作   |
| 1965年（昭和40年）10月13日 | 第50回国会  | 佐藤栄作   |
| 1966年（昭和41年）7月12日  | 第52回国会  | 佐藤栄作   |
| 1966年（昭和41年）12月15日 | 第53回国会  | 佐藤栄作   |
| 1967年（昭和42年）7月28日  | 第56回国会  | 佐藤栄作   |
| 1967年（昭和42年）12月5日  | 第57回国会  | 佐藤栄作   |
| 1968年（昭和43年）8月3日   | 第59回国会  | 佐藤栄作   |
| 1968年（昭和43年）12月11日 | 第60回国会  | 佐藤栄作   |
| 1969年（昭和44年）12月1日  | 第62回国会  | 佐藤栄作   |
| 1970年（昭和45年）11月25日 | 第64回国会  | 佐藤栄作   |
| 1971年（昭和46年）7月17日  | 第66回国会  | 佐藤栄作   |
| 1971年（昭和46年）10月19日 | 第67回国会  | 佐藤栄作   |
| 1972年（昭和47年）10月28日 | 第70回国会  | 田中角栄   |
| 1973年（昭和48年）12月1日  | 第72回国会  | 田中角栄   |
| 1974年（昭和49年）12月14日 | 第74回国会  | 三木武夫   |
| 1975年（昭和50年）9月16日  | 第76回国会  | 三木武夫   |
| 1976年（昭和51年）9月24日  | 第78回国会  | 三木武夫   |
| 1977年（昭和52年）7月30日  | 第81回国会  | 福田赳夫   |
| 1977年（昭和52年）10月3日  | 第82回国会  | 福田赳夫   |
| 1978年（昭和53年）9月20日  | 第85回国会  | 福田赳夫   |
| 1979年（昭和54年）9月3日   | 第88回国会  | 大平正芳   |
| 1979年（昭和54年）11月27日 | 第90回国会  | 大平正芳   |
| 1980年（昭和55年）10月3日  | 第93回国会  | 鈴木善幸   |
| 1981年（昭和56年）9月28日  | 第95回国会  | 鈴木善幸   |
| 1982年（昭和57年）12月3日  | 第97回国会  | 中曽根康弘 |
| 1983年（昭和58年）9月10日  | 第100回国会 | 中曽根康弘 |
| 1985年（昭和60年）10月14日 | 第103回国会 | 中曽根康弘 |
| 1986年（昭和61年）9月12日  | 第107回国会 | 中曽根康弘 |
| 1987年（昭和62年）7月6日   | 第109回国会 | 中曽根康弘 |
| 1987年（昭和62年）11月27日 | 第111回国会 | 竹下登     |
| 1988年（昭和63年）7月29日  | 第113回国会 | 竹下登     |
| 1989年（平成元年）6月5日   | 第114回国会 | 宇野宗佑   |
| 1989年（平成元年）10月2日  | 第116回国会 | 海部俊樹   |
| 1990年（平成2年）10月12日  | 第119回国会 | 海部俊樹   |
| 1991年（平成3年）8月5日    | 第121回国会 | 海部俊樹   |
| 1991年（平成3年）11月8日   | 第122回国会 | 宮沢喜一   |
| 1992年（平成4年）10月30日  | 第125回国会 | 宮沢喜一   |
| 1993年（平成5年）8月23日   | 第127回国会 | 細川護煕   |
| 1993年（平成5年）9月21日   | 第128回国会 | 細川護煕   |
| 1994年（平成6年）5月10日   | 第129回国会 | 羽田孜     |
| 1994年（平成6年）7月18日   | 第130回国会 | 村山富市   |
| 1994年（平成6年）9月30日   | 第131回国会 | 村山富市   |
| 1995年（平成7年）9月29日   | 第134回国会 | 村山富市   |
| 1996年（平成8年）11月29日  | 第139回国会 | 橋本龍太郎 |
| 1997年（平成9年）9月29日   | 第141回国会 | 橋本龍太郎 |
| 1998年（平成10年）8月7日   | 第143回国会 | 小渕恵三   |
| 1998年（平成10年）11月27日 | 第144回国会 | 小渕恵三   |
| 1999年（平成11年）10月29日 | 第146回国会 | 小渕恵三   |
| 2000年（平成12年）4月7日   | 第147回国会 | 森喜朗     |
| 2000年（平成12年）7月28日  | 第149回国会 | 森喜朗     |
| 2000年（平成12年）9月21日  | 第150回国会 | 森喜朗     |
| 2001年（平成13年）5月7日   | 第151回国会 | 小泉純一郎 |
| 2001年（平成13年）9月27日  | 第153回国会 | 小泉純一郎 |
| 2002年（平成14年）10月18日 | 第155回国会 | 小泉純一郎 |
| 2003年（平成15年）9月26日  | 第157回国会 | 小泉純一郎 |
| 2004年（平成16年）10月12日 | 第161回国会 | 小泉純一郎 |
| 2005年（平成17年）9月26日  | 第163回国会 | 小泉純一郎 |
| 2006年（平成18年）9月29日  | 第165回国会 | 安倍晋三   |
| 2007年（平成19年）9月10日  | 第168回国会 | 安倍晋三   |
| 2007年（平成19年）10月1日  | 第168回国会 | 福田康夫   |
| 2008年（平成20年）9月29日  | 第170回国会 | 麻生太郎   |
| 2009年（平成21年）10月26日 | 第173回国会 | 鳩山由紀夫 |
| 2010年（平成22年）6月11日  | 第174回国会 | 菅直人     |
| 2010年（平成22年）10月1日  | 第176回国会 | 菅直人     |
| 2011年（平成23年）9月13日  | 第178回国会 | 野田佳彦   |
| 2011年（平成23年）10月28日 | 第179回国会 | 野田佳彦   |
| 2012年（平成24年）10月29日 | 第181回国会 | 野田佳彦   |
| 2013年（平成25年）1月28日  | 第183回国会 | 安倍晋三   |
| 2013年（平成25年）10月15日 | 第185回国会 | 安倍晋三   |
| 2014年（平成26年）9月29日  | 第187回国会 | 安倍晋三   |
| 2016年（平成28年）9月26日  | 第192回国会 | 安倍晋三   |
| 2017年（平成29年）11月17日 | 第195回国会 | 安倍晋三   |
| 2018年（平成30年）10月24日 | 第197回国会 | 安倍晋三   |
| 2019年（令和元年）10月4日  | 第200回国会 | 安倍晋三   |
| 2020年（令和2年）10月26日  | 第203回国会 | 菅義偉     |
| 2021年（令和3年）10月8日   | 第205回国会 | 岸田文雄   |
| 2021年（令和3年）12月6日   | 第207回国会 | 岸田文雄   |
| 2022年（令和4年）10月3日   | 第210回国会 | 岸田文雄   |
| 2023年（令和5年）10月23日  | 第212回国会 | 岸田文雄   |
| 2024年（令和6年）10月4日   | 第214回国会 | 石破茂     |

## 地方議会における所信表明演説
地方議会でも議会で首長による所信表明演説が行われるが、いくつかの県で「所信表明演説」と称しているものを東京都では「施政方針演説」と称するなど名称や形式は自治体により異なる。2023年（令和5年）の東京都議会定例会の場合、第一回（2月）の冒頭に施政方針表明の演説、第二回（6月）・第三回（9月）・第四回（12月）の冒頭に所信表明の演説が行われた。
また、地方議会では議長や副議長を立候補制として、選挙前に所信表明演説の機会を設ける例もある。